# Annakapelle (Schlins)

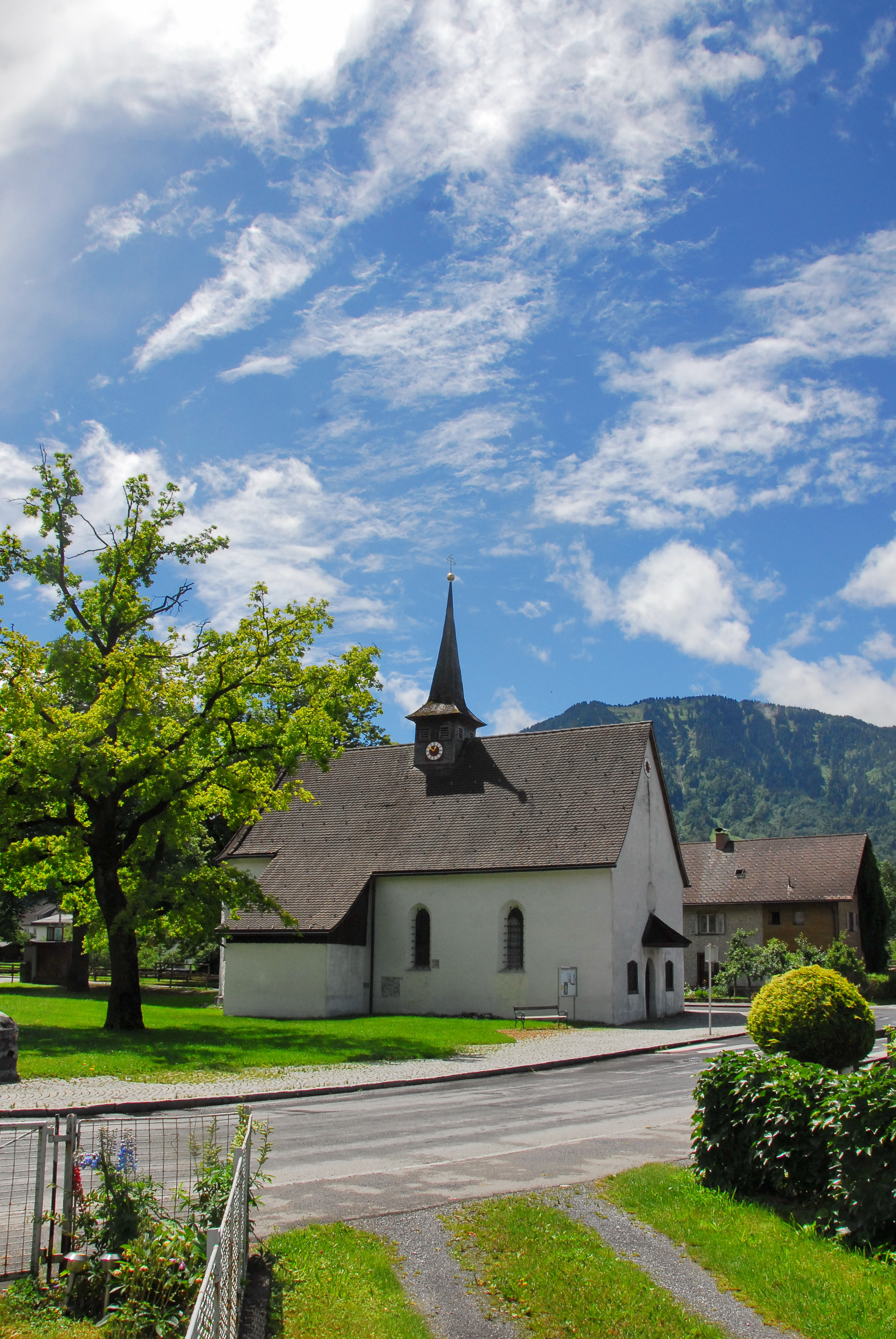
Annakapelle in Frommengärsch

Die Kapelle hl. Anna ist eine römisch-katholische Kapelle in Frommengärsch in der Gemeinde Schlins in Vorarlberg. Sie ist der heiligen Anna geweiht. Die Kapelle steht unter Denkmalschutz (Listeneintrag). Die Kapelle hat eine umfangreiche Ausstattung ab dem 15. Jahrhundert.

## Architektur
Die Kapelle steht an einer Kreuzung mehrerer Straßen. Sie hat ein rechteckiges Langhaus und einen eingezogenen Chor unter einem gemeinsamen Satteldach. Markant ist der Glockenturm als mittiger Dachreiter mit einem Spitzhelm. Nördlich am Chor ist die Sakristei angebaut. Die Giebelseite hat ein abgefastes Rundbogenportal mit einem kleinen Vordach. Im Süden ist eine Flachbogennische mit einem Fresko Anna Selbdritt und Jodok und Lucia von 1608. Das Langhaus mit Spitz- und Flachbogenfenstern hat eine Flachdecke über einem durchlaufenden Gesims mit einer Hohlkehle. Der Triumphbogen, ein Spitzbogen, ist abgefast. Der eingezogene, einjochige Chor mit 3/8-Schluss hat ein Kreuzrippengewölbe mit zwei runden Schlusssteinen, aufgelegt auf Konsolzapfen und vier Spitzbogenfenster mit Maßwerk.
Die Fresken im Chor aus dem Ende des 15. Jahrhunderts zeigen die Heiligen Jakobus und Barbara. Die Fresken Gloria hl. Ulrich und Heilige Dreifaltigkeit im Langhaus malte Josef Andreas Jehly 1820.

## Ausstattung
Am Hochaltar, einem gotischen Flügelaltar von 1516, stehen die Schreinfiguren: in der Mitte Anna Selbdritt, links der hl. Jodok, rechts die hl. Lucia. Das Predellagemälde von 1649 stellt die Beweinung Christi dar. Im Gesprenge des Flügelaltars steht mittig eine Kreuzigungsgruppe mit Maria und Johannes, links der hl. Magnus und rechts der hl. Rochus. An den Flügelinnenseiten sind Gemälde von 1516: links der hl. Joachim und rechts der hl. Josef. Die Flügelaußenseiten von 1649 zeigen links die hl. Katharina, rechts die hl. Barbara. An der Schreinrückseite ist die hl. Sippe und an der  Predellenrückseite der hl. Wolfgang links, in der Mitte der Schmerzensmann und rechts der hl. Leonhard, alle aus 1516, dargestellt.
Rechts im Chor steht ein zweiter Flügelaltar von 1490 aus der Werkstatt des Jakob Russ mit Figuren der Heiligen Katharina, Blasius, Lucius und Barbara. An den Flügelinnenseiten sind Reliefs, links der hl. Wendelin und ein hl. Bischof, rechts der hl. Sebastian und der hl. Antonius Eremit. Die Flügelaußenseiten zeigen die Verkündigung Mariens, ein Gemälde aus dem 16. Jahrhundert. An der Predella befindet sich ein Relief mit Christus und den 12. Aposteln.
Der linke Seitenaltar hat ein Altarbild Mariahilf aus 1657 und einen Aufbau aus zwei Säulen mit geradem, gekröpftem Gebälk und einem gesprengten Giebel. Darauf stehen die Figuren des hl. Magnus links und des hl. Leonhard rechts. Das Oberbild zeigt Gottvater und den Heiligen Geist und trägt die Figuren hl. Michael, zwei stehende Putten und zwei Engel. Wappenkartuschen nennen links Mähr und rechts Schenk. Am Antependium aus 1765 die hl. Dorothea.
Der rechte Seitenaltar ist ein spätgotischer Flügelaltar aus 1481. Am Schrein ist eine Figurengruppe aus 1481, die Anbetung der Könige. Das Predellengemälde in der Mitte zeigt Christus mit Maria und Johannes, links den hl. Jakobus und rechts den hl. Andreas. An den Flügelinnenseiten befinden sich  Reliefs, links der Heiligen Wolfgang und Laurentius, rechts der Heiligen Jakobus und Magnus. An den Flügelaußenseiten befinden sich Gemälde der Heiligen Sippe. Im Gesprenge sind Figuren der Kreuzigungsgruppe mit Maria und Johannes. Das Antependium zeigt den hl. Ulrich, bezeichnet „L M 1765“.
Die Kreuzwegstationen von 1768 malte Joseph Walser. Es gibt eine Figur Anna selbdritt von 1510 und ein Kruzifix aus dem Ende des 15. Jahrhunderts. Die Vortragsstange mit der Figur Maria mit Kind ist aus dem Ende des 17. Jahrhunderts. Das Chorgestühl ist aus dem 17. Jahrhundert.
Es gibt einen Grabstein von Lenhart Mehr aus 1660. Ein Epitaph über der Türe an der Westwand zeigt links die Passion mit dem Wappen Achilles von Altmannshausen zu Jagdberg 1562 und rechts die Himmelfahrt und Krönung Mariens mit Stifter und Wappen Joseph von Altmannshausen zu Jagdberg und Clara Eva von Altmannshausen, geborene von Blumenegg, bezeichnet mit D W 1609.